# F1 (SMG)
F1は、オーストラリアの兵器研究所が設計し、リスゴー小火器工廠が製造した短機関銃である。

## 概要
1960年初頭から開発が開始されたオープンボルト方式の短機関銃で、前任のオーウェン短機関銃と同様に、伏射等の低い姿勢を取りやすいようマガジンを上方に装着するユニークな設計を採用した。このため、フロントサイトとリアサイトはマガジンを避けてオフセットされている。
他機種との部品の互換性が図られており、グリップはL1A1自動小銃、マガジンはイギリス製のスターリング短機関銃と共通である。コッキングハンドルはL1A1自動小銃とまったく同じ位置（左側面）にあり、射撃時には前後しない。射撃モードはトリガーの引き方で選択することができ、セミ/フルオート射撃が可能。短機関銃としては珍しく、バレルジャケットの右側に銃剣を装着することができる。
1962年にオーストラリア国防軍の制式短機関銃として採用され、1973年までに約25,000丁が製造された。評価については「シンプルで信頼性が高く、人気のある銃だった」とする資料と、「使用者の間で人気を得ることはなかった」とする資料がある。
F88自動小銃（ステアーAUGのライセンス生産モデル）によって更新された。

## 運用国
オーストラリア - オーストラリア国防軍